# Харисон (Илиноис)
Харисон (енгл. Harrison) насељено је место без административног статуса у америчкој савезној држави Илиноис.

## Демографија
По попису из 2010. године број становника је 970.
| Група             | 2000.    | 2010.       |
| Белци             | 0 (0,0%) | 881 (90,8%) |
| Афроамериканци    | 0 (0,0%) | 37 (3,8%)   |
| Азијати           | 0 (0,0%) | 0 (0,0%)    |
| Хиспаноамериканци | 0 (0,0%) | 32 (3,3%)   |
| Укупно            | 0        | 970         |